# 奥斯曼·查韦斯
奥斯曼·查韦斯（Osman Danilo Chávez Güity，1984年7月29日—），洪都拉斯足球运动员，现效力于CD Vida。

## 职业生涯
查韦斯职业生涯从洪都拉斯的帕兰德森俱乐部开始，2007年曾短暂效力于莫塔瓜队，2008年重新回到帕兰德森队。查韦斯身体条件出众，防空能力强，此外还具备很强的插上助攻和头球能力，在效力帕兰德森队期间曾被当作中锋使用。2009年，查韦斯曾前往英超联赛托特纳姆热刺队和苏格兰凯尔特人队试训。2010年8月，查韦斯加入波兰劲旅克拉科夫队，并以绝对主力身份代表球队夺得个人首个冠军头衔，并为自己赢得长期合同。
查韦斯2008年入选洪都拉斯国家队。2008年2月6日在洪都拉斯与巴拉圭队友谊赛中完成国际比赛首秀。作为主力中后卫帮助洪都拉斯国家队打进了2010年南非世界杯，截至目前为洪都拉斯国家队出场52次，并一度出任队长，现役国脚。